# Order of Burma

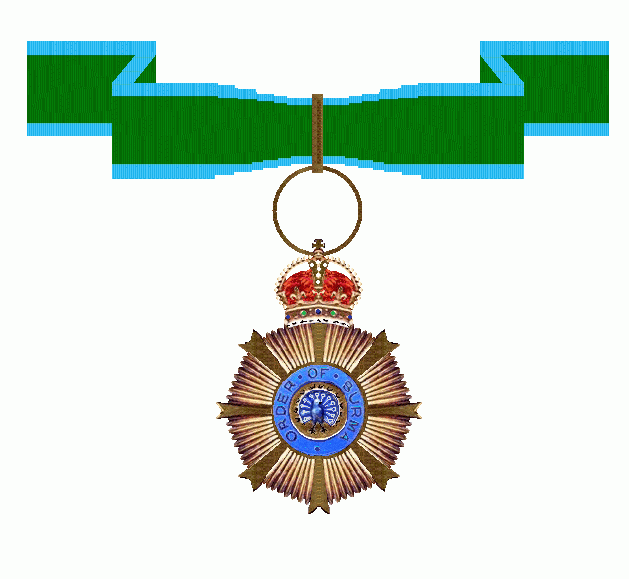
Insigne des Order of Burma

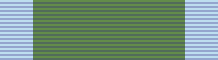
Bandschnalle des Order of Burma

Der Order of Burma war ein Verdienstorden der Kronkolonie Britisch-Burma (heute Myanmar) im Britischen Weltreich. Die Auszeichnung wurde 1940 eingeführt und wird seit 1948 nicht mehr verliehen.

## Stiftung, Gliederung und Geschichte des Ordens
Der Orden am 10. Mai 1940 von König Georg VI. gestiftet. Der Orden wurde für „langen, treuen und ehrenwerten Dienst“ an einheimische (d. h. burmesische) Offiziere der britischen Kolonialarmee (Burma Army), sowie des burmesischen Grenzschutzes, und der burmesischen Militärpolizei verliehen. Die Verleihung erfolgte durch den Gouverneur der Kronkolonie Britisch-Burma. Der Orden diente als Ersatz für den Order of British India, der – nachdem Burma am 1. April 1937 als eigenständige Kronkolonie aus Britisch-Indien ausgegliedert worden war – an burmesische Offiziere nicht mehr verliehen werden konnte, und knüpfte an dessen Traditionen an.
Der Orden wurde in nur einer Klasse vergeben. Die Empfänger hatten das Recht den Namenszusatz (post-nominal) OB zu verwenden. Die Mitgliederzahl des Orden war auf 28 Personen begrenzt, wovon sechzehn der Armee und zwölf dem Grenzschutz und der Militärpolizei vorbehalten waren. Die Empfänger des Ordens erhielten auch einen Zuschlag auf ihren Sold und ihre Pensionen.
Der Orden wurde im Regelfall nach zwanzig bis dreißig Dienstjahren gewährt. Die Ordensstatuten wurde am 26. September 1945 von König Georg VI. rückwirkend zum 16. März 1945 ergänzt, wodurch der Orden fortan auch für indiduelle Akte besonderer Tapferkeit verliehen werden konnte und die Zielgruppe des Ordens auch auf Offiziere der Burma Royal Naval Volunteer Reserve und der Burma Volunteer Air Force ausgedehnt wurde.
Souverän des Ordens ist der jeweilige britische Monarch. Seit 2022 ist dies König Charles III.
Seit Burma am 4. Januar 1948 unabhängig wurde, wird der Orden nicht mehr verliehen. Er war bis dahin an insgesamt nur 33 Personen verliehen worden und ist damit eine der seltensten Auszeichnungen der britischen Krone. Am 2. September 1948 schuf der neue burmesische Staat den eigenen Orden Pyidaungsu Sithu Thingaha (Orden der Union Burma), der an die Tradition des Ordens anknüpft.

## Insignien
Nach der Aufnahme in den Orden erhalten die Mitglieder in einer Zeremonie die Insignien des Ordens überreicht. Das von der Imperial Crown of India überragte Abzeichen hatte einen Durchmesser von 3,8 cm, war aus Goldstrahlen zusammengesetzt mit einem Goldmedaillon in der Mitte, dass einen stolzen Pfau in hellblauen Email zeigt umgeben von einem Ring mit den Worten „Order of Burma“ in goldener Schrift auf hellblauem Emailgrund. Das Abzeichen des Ordens wird an einem dunkelgrünen Band mit hellblauem Rand um den Hals getragen.